# Vilsbøl Plantage
Vilsbøl Plantage eller Vilsbøl Klitplantage er cirka 800 ha stor plantage, 5 km øst for Klitmøller, i den sydlige ende af Hanstholm-reservatet, mellem Nors Sø og Vandet Sø. Plantagen er statsskov og er en del af Danmarks første nationalpark, Nationalpark Thy. Nors Å, der afvander Nors Sø løber gennem plantagen.
Den blev oprettet i 1892 og store dele tilplantet i de følgende årtier, mens de østlige dele er plantet omkring 1960.
Plantagen blev fredet i 1980, og det er en del af Natura 2000-område 24: Hanstholm-reservatet, Hanstholm Knuden, Nors Sø og Vandet Sø, og er både habitatområde og fuglebeskyttelsesområde. 

## Eksterne kilder og henvisninger
- Fredede områder i Danmark af Knud Dahl
- Skov- og Naturstyrelsen
- Folder om Klitplantagerne
- Natura 2000: Hanstholm-reservatet, Hanstholm Knuden, Nors Sø og Vandet Sø (Webside ikke længere tilgængelig)
- Thy Statsskovdistrikt – Arealbeskrivelse

|  | Denne artikel om lokaliteten Vilsbøl Plantage kan blive bedre, hvis der indsættes et (bedre) billede. Du kan hjælpe ved at afsøge Wikimedia Commons for et passende billede eller lægge et op på Wikimedia Commons med en af de tilladte licenser og indsætte det i artiklen. |

57°1′49″N 8°34′7″Ø / 57.03028°N 8.56861°Ø